# Thyrateles instabilis
Thyrateles instabilis är en stekelart som först beskrevs av Cresson 1867.  Thyrateles instabilis ingår i släktet Thyrateles och familjen brokparasitsteklar. Inga underarter finns listade i Catalogue of Life.